# Benito Urteaga
Benito Jorge Urteaga (San Nicolás de los Arroyos, 1946-Buenos Aires,19 de julio de 1976), conocido como Mariano, fue un activista político y guerrillero argentino, uno de los dirigentes más importantes del PRT, organización a la que se incorporó entre 1968 y 1969, formó parte de la Tendencia Leninista (fracción mayoritaria del partido, liderada por Mario Roberto Santucho). En la práctica fue el número dos de la organización perretista.
En noviembre de 1970, fue detenido por su participación en el robo al Banco Comercial del Norte, y el 6 de septiembre del año siguiente se fugó del Penal de Villa Urquiza, junto a otros 17 compañeros.
Desde fines de 1971 hasta agosto de 1972, como Santucho, Gorriarán y Domingo Menna se encontraban presos, fue el máximo dirigente del PRT. Fue un momento interno difícil, no solo por las sucesivas detenciones sino por la formación de fracciones internas: ERP Fracción Roja (trotskista) y ERP-22 de Agosto (peronizante).
Ya hacia 1975 era habitual editorialista de El Combatiente y en abril brindó una serie de conferencias sobre la formación multilateral de los cuadros, escalonada y en distintos aspectos. Después del secuestro, a principios de diciembre, de Juan Eliseo Ledesma, alias Comandante Pedro, Urteaga lo reemplazó al mando de la acción contra el cuartel militar de Monte Chingolo que fracasó con muchas pérdidas entre los atacantes.
El 19 de julio de 1976 fue sorprendido junto a Santucho, y muerto de cuatro tiros en un enfrentamiento con un comando militar en un departamento en Villa Martelli.
Un comando del ERP, la Unidad Especial Benito Jorge Urteaga, tomó su nombre. Este grupo es conocido por la Operación Gaviota para matar al dictador Videla.